# Retrosexual
L'home retrosexual és el que en alguns àmbits es coneixia com a oposició a la figura metrosexual: els retrosexuals es caracteritzen per conservar els trets masculins naturals mantenint l'ideal d'home clàssic, fort i viril (d'actitud masclista); en contraposició a l'estereotip femení, marcant els caràcters sexuals secundaris propis al gènere masculí.
Aquest neologisme va ser emprat per primera vegada el 2003 pel Mark Simpson en la revista web salom.com en un article intitulat “Beckham, the virus”.
El retrosexual podria associar-se a la cèlebre frase “l'home és com l'os, com més pèl més formós”, punt de vista que considera l'aparença descuidada i la falta d'interès estètic com a signes de virilitat, considerant el pèl corporal com a masculí, com una característica seva natural i pròpia a l'home, rebutjant així categòricament la depilació, cosa que no s'ha de confondre amb l'argument d'alguns detractors a associar aquesta tendència a la falta d'higiene. També se'ls pot relacionar als personatges de pel·lícules com els westerns en què queden molt ben caracteritzats.